# Darnell Hall
Darnell Kenneth Hall (Detroit, 26 settembre 1971) è un ex velocista statunitense, specializzato nei 400 metri piani.

## Biografia
È stato campione olimpico a Barcellona 1992 nella staffetta 4×400 metri, anche se partecipò solo alla batteria. Nel 1993 prese parte ai Mondiali indoor che si tennero a Toronto, conquistando la medaglia d'oro ancora una volta nella staffetta 4×400 m insieme a Brian Irvin, Jason Rouser e Danny Everett.
È stato campione del mondo indoor nei 400 metri piani a Barcellona 1995, e lo stesso anno si classificò sesto nella medesima specialità ai Mondiali di Göteborg, dove conquistò anche il titolo di campione mondiale nella staffetta 4×400 m, pur prendendo parte alla sola batteria.
Dopo il ritirò dall'attività agonistica divenne agente di polizia a Detroit, sua città natale.

## Progressione

### 400 metri piani
| Stagione | Tempo | Luogo        | Data      | Rank. Mond. |
| -------- | ----- | ------------ | --------- | ----------- |
| 2004     | 45"72 | Bloomington  | 2-7-2004  |             |
| 2003     | 45"88 | Bloomington  | 19-7-2003 |             |
| 1998     | 45"80 | New Orleans  | 19-6-1998 |             |
| 1997     | 45"31 | Indianapolis | 13-6-1997 |             |
| 1996     | 44"51 | Losanna      | 3-7-1996  |             |
| 1995     | 44"34 | Losanna      | 5-7-1995  |             |
| 1994     | 45"14 | Indianapolis | 30-7-1994 |             |
| 1993     | 45"22 | Eugene       | 18-6-1993 |             |
| 1992     | 44"95 | New Orleans  | 24-6-1992 |             |
| 1991     | 45"38 | Odessa       | 16-5-1991 |             |

## Palmarès
| Anno | Manifestazione  | Sede       | Evento      | Risultato | Prestazione | Note  |
| ---- | --------------- | ---------- | ----------- | --------- | ----------- | ----- |
| 1992 | Giochi olimpici | Barcellona | 4×400 m     | Oro       | 2'55"74     | [ 1 ] |
| 1993 | Mondiali indoor | Toronto    | 4×400 m     | Oro       | 3'04"20     |       |
| 1995 | Mondiali indoor | Barcellona | 400 m piani | Oro       | 46"17       |       |
| 1995 | Mondiali        | Göteborg   | 400 m piani | 6º        | 44"83       |       |
| 1995 | Mondiali        | Göteborg   | 4×400 m     | Oro       | 2'57"32     | [ 1 ] |

## Altre competizioni internazionali
1994
- 6º alla Grand Prix Final ( Parigi), 400 m piani - 45"79